# إليزابيث أبيمبولا أوليي
إليزابيث أبيمبولا أوليي (بالإنجليزية: Elizabeth Abimbola Awoliyi)‏، الحائزة على عضوية رتبة الإمبراطورية البريطانية (MBE) ووسام الجمهورية الاتحادية (OFR) (ولدت باسم أكيريلي، 1910–14 سبتمبر 1971) كانت أول طبيبة نيجيرية. كما أنها كانت أول امرأة في غرب إفريقيا تحصل على إجازة من كلية الجراحين الملكي في دبلن. في 1938، أصبحت إليزابيث أوليي ثاني امرأة في غرب إفريقيا تتأهل كطبيبة متمرسة في الطب التقليدي بعد آغنيس يواندي سافاج التي تخرجت من كلية الطب في 1929. وكانت ثاني رئيس للمجلس الوطني للجمعيات النسائية في نيجيريا من 1964 حتى وفاتها في 1971.

## حياتها
ولدت في لاغوس إلى عائلة ديفيد وروفينا أكريلي. بدأت تعليمها في مدرسة سانت ماري الكاثوليكية، في لاغوس ومنها انتقلت إلى كلية كوينز، لاغوس. ثم حصلت على شهادتها الطبية عام 1938 من كلية كافريس، جامعة دبلن. وتخرجت من جامعة دبلن مع مرتبة الشرف الأولى، مع حصولها على ميدالية في الطب وتميزها في علم التشريح. أصبحت أبيمبولا أوليي أول امرأة في غرب إفريقيا تحصل على شهادة الدكتوراه من كلية الجراحين الملكية في دبلن. كما كانت عضواً في كلية الأطباء الملكية (المملكة المتحدة) والكلية الملكية لأطباء التوليد وأمراض النساء وطبيبة موثقة في الكلية الملكية لطب وصحة الأطفال.
عادت إلى نيجيريا وأصبحت طبيبة أمراض نساء ومسؤولة طبية مبتدئة في مستشفى ماسي ستريت لاغوس. وأصبحت فيما بعد كبيرة المستشارين والمدير الطبي في ذلك المستشفى، حيث شغلت المنصب الأخير من 1960 حتى 1969. كما عينتها وزارة الصحة الاتحادية في نيجيريا كأخصائي أمراض النساء والتوليد في 1962.
من ضمن تكريماتها: عضوية رتبة الإمبراطورية البريطانية (MBE)، إيا أبيي من لاغوس، إيالاجي من إمبراطورية أويو والجائزة الوطنية النيجيرية - وسام الجمهورية الاتحادية (OFR).
خصص ابنها تونجي أوليي رواية «العودة إلى الحياة» لها.
وقد ورد ذكرها في «الفصل السادس: البطلات النيجيريات في القرن العشرين» في كتاب الأبطال والبطلات النيجيريين: وقضايا أخرى في تعليم المواطنة، من تأليف غودوين تشوكويميكا إزه.
يقع مستشفى د. إليزابيث أبيمبولا أوليي التذكاري في جزيرة لاغوس، لاغوس، نيجيريا.
عملت إليزابيث أووليي في منشأة خاصة - حيث امتلكت 27 هكتاراً من مزارع الدواجن والبرتقال في آجيجي، لاغوس وأصبحت مديرة المتجر الطبي التجاري في لاغوس.

## المجلس الوطني للجمعيات النسائية
كانت إليزابيث أوليي الرئيسة الرائدة للمجلس الوطني للجمعيات النسائية لفرع لاغوس وعضواً في اللجنة الوطنية للمنظمة. وخلال عضويتها، ساهمت في مختلف سياسات وأنشطة المنظمة النسائية. تفاوضت للحصول على هدية مقر وطني يقع في ساحة تافوا باليوا وكانت مستشارة لعيادة تنظيم الأسرة في المنظمة التي أصبحت فيما بعد اتحاد الأبوة المخطط لنيجيريا. وخلفت كوفو أديمولا كرئيس ثان للمجلس الوطني للجمعيات النسائية في عام 1964.

## القيادة والعمل الخيري
- في كاتدرائية الصليب المقدس بلاغوس، حيث أصبحت أول رئيسة لمجلس نساء أبرشية الصليب المقدس.
- مجلس إدارة منزل الأيتام
- جمعية سيدات الأعمال والمهنيات (رئيس)
- جمعية رعاية الطفل التطوعية (رئيس)
- مستعمرة لاغوس للصليب الأحمر
- المجلس الوطني لجمعية المرأة (أصبحت أيضاً أول رئيس لفرع لاغوس)[2]

## حياتها الشخصية
كانت إليزابيث أبيمبولا أوليي متزوجة من الطبيب د. إس. أو. أوليي وأنجبت طفلين؛ ابن وابنة. توفي زوجها في 1965. وتوفيت الطبيبة إليزابيث أبيمبولا أوليي في 14 سبتمبر 1971 عن عمر 61 عاماً.

## الأوسمة والجوائز
- وسام عضوية رتبة الإمبراطورية البريطانية (MBE)
- وسام أيا أبيي من لاغوس
- وسام إيالجي من إمبراطورية الأويو
- الجائزة الوطنية النيجيرية - وسام الجمهورية الاتحادية (OFR).